# Benjamin Agosto
Benjamin Alexandro Agosto (ur. 15 stycznia 1982 w Chicago) – amerykański łyżwiarz figurowy, startujący w parach tanecznych z Tanith Belbin. Wicemistrz olimpijski z Turynu (2006) i uczestnik igrzysk olimpijskich (2010), dwukrotny wicemistrz świata (2005, 2009), trzykrotny mistrz czterech kontynentów (2004, 2005, 2006), medalista finału Grand Prix, mistrz świata juniorów (2002) oraz 5-krotny mistrz Stanów Zjednoczonych (2004–208). Zakończył karierę 10 czerwca 2010 roku.

## Kariera

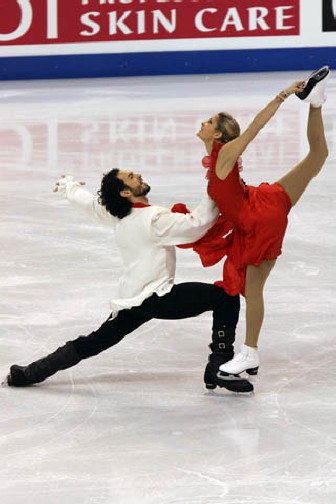
Mistrzostwa świata 2009

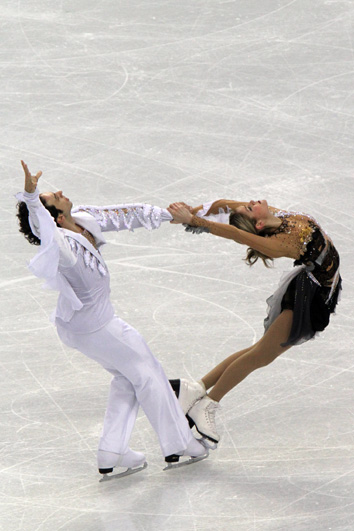
Igrzyska olimpijskie 2010

W 1998 r. rozpoczął współpracę z kanadyjską łyżwiarką Tanith Belbin pod okiem trenera Igora Szpilbanda. Wspólnie reprezentowali Stany Zjednoczone. Ich największym sukcesem w okresie juniorskim były trzy medale mistrzostw świata juniorów (w tym zwycięstwo w 2002 r.), zwycięstwo w finale Junior Grand Prix 2000 i krajowy tytuł mistrzowski w kategorii juniorów. Oprócz tego, będąc jeszcze juniorami, wygrali pierwszy medal na zawodach seniorskich, mistrzostwach czterech kontynentów 2002.

### Kariera seniorska
Od momentu osiągania pierwszych sukcesów z Belbin, ich głównym celem był występ na Zimowych Igrzyskach Olimpijskich 2006 w Turynie jednak musieli czekać, aby Belbin otrzymała amerykańskie obywatelstwo. Od sezonu 2003/04 rozpoczęli dominację na krajowych zawodach. Oprócz tego wygrywali kolejne zawody z cyklu Grand Prix i w latach 2004–2006 wygrali trzy tytuły mistrzów czterech kontynentów. W 2005 r. zdobyli wicemistrzostwo świata, a w kolejnych dwóch latach dwa brązowe medale. Przed Olimpiadą byli jednymi z głównych pretendentów do złotego medalu będąc niepokonanymi przed rozpoczęciem olimpijskich zawodów. Na Olimpiadzie przegrali o 4,58 pkt z rosyjskim duetem Tatjana Nawka / Roman Kostomarow. Było to najwyższe miejsce reprezentantów Stanów Zjednoczonych w konkurencji par tanecznych w historii ich startów na igrzyskach olimpijskich do czasu złotego medalu Meryl Davis i Charliego White'a w 2014 r.
Do kolejnych igrzysk utrzymywali się w czołówce światowej wygrywając lub zajmując miejsca na podium zawodów z cyklu Grand Prix m.in. Skate America, Cup of China, Cup of Russia. Na Zimowych Igrzyskach Olimpijskich 2010 w Vancouver zajęli czwarte miejsce. Brązowy medal przegrali o 4,57 pkt, a do miejsca pierwszego stracili 18,5 pkt. Był to ich ostatni występ w zawodowej karierze przed ogłoszeniem zakończenia kariery 10 czerwca 2010 r.
Belbin i Agosto kontynuowali wspólne występy w rewiach łyżwiarskich m.in. Stars on Ice. 15 grudnia 2015 r. zostali wyróżnieni przez amerykańską federację U.S. Figure Skating i zostali członkami U.S. Figure Skating Hall of Fame Class of 2016. Oficjalna ceremonia odbyła się 22 stycznia 2016 r. podczas mistrzostw Stanów Zjednoczonych.

### Po zakończeniu kariery
Po zakończeniu kariery zawodowej Agosto oprócz występów w rewiach łyżwiarskich z Belbin White, pracował jako trener łyżwiarski i choreograf, a także komentator łyżwiarstwa figurowego dla m.in. NBC Sports (m.in. wspólnie z Belbin White, White'em, Yamaguchim oraz Davis). Ponadto w latach 2017–2018 Agosto występował w pierwszym show na lodzie Cirque de Solei o nazwie Crystal.

## Osiągnięcia

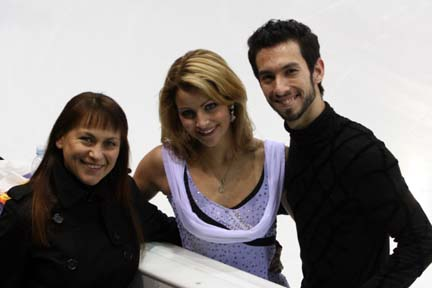
Z trenerką Mariną Zujewą podczas finału Grand Prix 2007

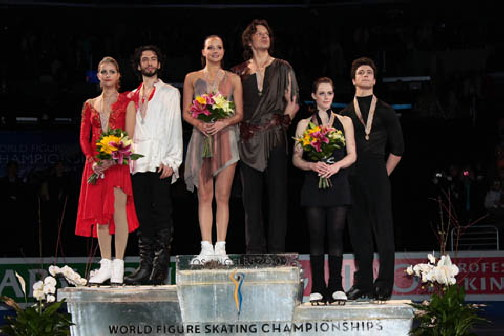
Mistrzostwa świata 2009

### Z Tanith Belbin
| Zawody                                | 99–00          | 00–01          | 01–02          | 02–03          | 03–04          | 04–05          | 05–06          | 06–07          | 07–08          | 08–09          | 09–10          |                |                |                |                |                |                |
| Międzynarodowe                        | Międzynarodowe | Międzynarodowe | Międzynarodowe | Międzynarodowe | Międzynarodowe | Międzynarodowe | Międzynarodowe | Międzynarodowe | Międzynarodowe | Międzynarodowe | Międzynarodowe | Międzynarodowe | Międzynarodowe | Międzynarodowe | Międzynarodowe | Międzynarodowe | Międzynarodowe |
| ------------------------------------- | -------------- | -------------- | -------------- | -------------- | -------------- | -------------- | -------------- | -------------- | -------------- | -------------- | -------------- | -------------- | -------------- | -------------- | -------------- | -------------- | -------------- |
| Igrzyska olimpijskie                  |                |                |                |                |                |                | 2              |                |                |                | 4              |                |                |                |                |                |                |
| Mistrzostwa świata                    |                | 17             | 13             | 7              | 5              | 2              | 3              | 3              | 4              | 2              |                |                |                |                |                |                |                |
| Mistrzostwa czterech kontynentów      |                |                | 2              | 2              | 1              | 1              | 1              | 2              |                |                |                |                |                |                |                |                |                |
| GP Finał Grand Prix                   |                |                |                |                | 3              | 2              |                | WD             | 2              | WD             | WD             |                |                |                |                |                |                |
| GP Cup of China                       |                |                |                |                |                | 1              |                | 2              | 1              | 2              | 1              |                |                |                |                |                |                |
| GP Cup of Russia                      |                |                |                |                | 2              |                |                | 1              |                |                |                |                |                |                |                |                |                |
| GP Skate America                      |                |                | 5              | 3              | 1              | 1              | 1              |                | 1              | 2              | 1              |                |                |                |                |                |                |
| GP Trophée Lalique                    |                |                | 6              | 3              | 4              |                |                |                |                |                |                |                |                |                |                |                |                |
| Nebelhorn Trophy                      |                |                |                |                |                |                | 1              |                |                |                |                |                |                |                |                |                |                |
| Igrzyska dobrej woli                  |                |                | 5              |                |                |                |                |                |                |                |                |                |                |                |                |                |                |
| Międzynarodowe: Kategorie młodzieżowe |                |                |                |                |                |                |                |                |                |                |                |                |                |                |                |                |                |
| Mistrzostwa świata juniorów           | 3              | 2              | 1              |                |                |                |                |                |                |                |                |                |                |                |                |                |                |
| JGP Finał                             | 4              | 1              |                |                |                |                |                |                |                |                |                |                |                |                |                |                |                |
| JGP w Japonii                         | 2              |                |                |                |                |                |                |                |                |                |                |                |                |                |                |                |                |
| JGP w Kanadzie                        | 1              |                |                |                |                |                |                |                |                |                |                |                |                |                |                |                |                |
| JGP w Meksyku                         |                | 1              |                |                |                |                |                |                |                |                |                |                |                |                |                |                |                |
| JGP w Niemczech                       |                | 1              |                |                |                |                |                |                |                |                |                |                |                |                |                |                |                |
| Krajowe                               |                |                |                |                |                |                |                |                |                |                |                |                |                |                |                |                |                |
| Mistrzostwa Stanów Zjednoczonych      | 1 J            | 2              | 2              | 2              | 1              | 1              | 1              | 1              | 1              | WD             | 2              |                |                |                |                |                |                |
| Zawody zespołowe                      |                |                |                |                |                |                |                |                |                |                |                |                |                |                |                |                |                |
| World Team Trophy                     |                |                |                |                |                |                |                |                |                | 1 T 1 P        |                |                |                |                |                |                |                |

## Nagrody i odznaczenia
- Amerykańska Galeria Sławy Łyżwiarstwa Figurowego – 2016[7]